# محمد بن عبد الرحمان الديسي
الشيخ محمد بن محمد بن محمد بن عبد الرحمان بن الطيب السّلاميّ الدّيسيّ الهاملي مدرس وفقيه جزائري.

## حياته
هو الشيخ محمد بن محمد بن محمد بن عبد الرحمان بن الطيب بن عبد القادر بن أبي القاسم محمد بن إبراهيم الغول السباعي الإدريسي ولد في قرية الديس قرب مدينة بوسعادة سنة 1270هـ/1854م. بها نشأ وتربى يتيما في حجر والدته السيدة خديجة بنت محمد بن الخرشي وعمته عائشة وكذا جدته وفقد بصره في سن مبكرة، درس في قريته ثم في زاوية السعيد بن أبي داود بزواوة والتي تخرج منها مؤسس زاوية الهامل الشيخ محمد بن أبي القاسم الهاملي.
تزوج في قريته ثم انتقل إلى زاوية الهامل مدرسا وعمره ثلاث وثلاثون سنة فتزوج امرأة ثانية من الأسرة القاسمية، وأنجبت له الأولى طفلا أسماه «أحمد بن بوداود» تبركا بأحد شيوخ الزاوية التي تعلم فيها، وقد عاش بعد وفاة أبيه وكان أحد كتاب آثاره، وأنجبت له الثانية طفلا أيضا أسماه «الصدّيق» توفي في حياة والده، وعمره نحو ثماني عشرة سنة.
كان الديسي على ثقافة واسعة، يؤثر العزلة، كما كانت علاقاته ودية مع الكثيرين من معاصريه، ولم يكن ذا ميل إلى الحط من سمعة الآخرين، ولا على تسفيه آرائهم، إلا إذا رأى ضلالا في الرأي، أو انحرافا عن الدين، فإنه لا يتردد في تسفيه رأي خصمه والسخرية منه، وكان ابن باديس يثق في رأيه ويستفتيه كما كان الديسي يكن له الحب والتقدير [بحاجة لمصدر].
وصفه الحفناوي بقوله:
| محمد بن عبد الرحمان الديسي | من أجلّ المشائخ المعتبرين متخلقا بالأخلاق الرائقة و الأحوال الفائقة علما و عملا و زهدا و ورعا و محبة في الله وأهله ووقوفا مع الكتاب و السنة ، يقول كل من عاشره ووزنه بالميزان الشرعي أن جزءا من أحواله لا يخرج عن الشرع. | محمد بن عبد الرحمان الديسي |

## تآليفه
- فوز الغانم في شرح ورد الشيخ محمد بن أبي القاسم الهاملي «الأسمائية» طبع بالمطبعة الرسمية بتونس.
- الزهرة المقتطفة وهو نظم في اللغة شرحه بشرح أسماه القهوة المرتشفة وجعل على الشرح حاشية سماها الحديقة المزخرفة . القهوة المرتشفة في شرح الباقة المزركشة من ديوان منة الحنان المنان.
- عقد الجيد منظومة في العقائد وشرحها بشرح سماه الموجز المفيد.
- العقيدة الفريدة منظومة أيضا في العقائد مختصرة شرحها الشيخ الكافي التونسي، مطبوعة بتونس.
- البديعية منظومة رجزية ضمنها مدح شيخه الأستاذ الأكبر، وشرحها بشرح سماه «تحفة الإخوان».
- المشرب الراوي على منظومة الشبراوي في النحو.
- سلم الوصول وهو نظم الورقات في الأصول وشرحه بشرح سماه النصح المبذول.
- ديوان منة الحنان المنان
- توهين القول المتين في الرد على الشامخي الأباظي.
- بذل الكرامة لقراء المقامة شرح المناظرة بين العلم والجهل.
- إبراز الدقائق على كنوز الحقائق في الحديث للمناوي.
- تنوير الألباب شرح أحاديث الشهاب
- فتح القدوس العلام على صلاة ابن مشيش عبد السلام
- إفحام الطاعن برد المطاعن
- خاتمة على قول ابن مالك

### نماذج من شعره
لمّا بعث أبو القاسم محمد الحفناوي الجزء الأول من كتابه تعريف الخلف برجال السلف للشيخ محمد بن عبد الرحمان الديسي قرظه بالأبيات التالية:

## وفاته
توفي الشيخ محمد في زاوية الهامل يوم الجمعة 22 من ذي الحجة عام 1339هـ الموافق لـ 26 أوت سنة 1921م وعمره تسع وستون سنة ودفن داخل القبة التي في المسجد.